# 阿尔普
阿尔普（西班牙语）是西班牙加泰罗尼亚赫罗纳省的一个市镇。总面积44平方公里，总人口1219人（2001年），人口密度28人/平方公里。